# Juan Krupoviesa
Juan Ángel Krupoviesa (Tucumán, Argentina, 16 de abril de 1979) es un exfutbolista argentino. Jugaba como lateral por izquierda y su último equipo fue Chacarita Juniors.

## Trayectoria
Caracterizado por ser un jugador aguerrido, con técnica y fuerza en su juego, este lateral izquierdo comenzó su carrera futbolística en Estudiantes de La Plata, donde en 1992 fue seleccionado junto a otros jugadores para probarse en varios clubes. Finalmente es elegido por Estudiantes, donde pasó por todas las categorías inferiores, debutando en primera división en 1999.
Tras 5 años y medio jugando para el club de La Plata, Boca Juniors adquirió su pase, valuado en 2.500.000 dólares, convirtiéndose en un verdadero récord para una transferencia entre clubes argentinos. Logró el bicampeonato 2005-06, así como también la Recopa Sudamericana y Copa Sudamericana del mismo año. Es recordada su expulsión frente a River Plate por la fecha 11 del Torneo Clausura 2006, tras una fuerte infracción sobre Daniel Montenegro. Ese mismo año sufrió la rotura de ligamentos cruzados, de la cual se recuperó tras 9 meses de inactividad.
Al finalizar el Mundial de Clubes en diciembre de 2007, es cedido a préstamo por 6 meses al Olympique de Marsella de Francia, donde jugó tan sólo 7 partidos oficiales.
En julio de 2008 volvió a Boca Juniors bajo las órdenes de Carlos Ischia, donde logró el Torneo Apertura. Todo hacía parecer que iría a préstamo a Independiente o Argentinos Juniors, pero sus buenas actuaciones hicieron que el tucumano fuera una buena opción para el técnico.
En el año 2010, una vez finalizado su contrato con el club Xeneize, se incorpora a Arsenal de Sarandí, donde logra continuidad en su juego, y el equipo consigue la tercera posición del Torneo Apertura 2010, siendo para el club uno de los mejores torneos de su historia.
En agosto del 2011 se incorpora a Chacarita Juniors para disputar la temporada 2011-12 del Nacional B.
En julio de 2012 quedó libre de Chacarita y pasó a entrenarse con Estudiantes, y no fue tenido en cuenta para jugar. Al no conseguir club, decidió retirarse de la actividad del fútbol profesional.
Se hizo cargo de la Séptima división de la Liga Metropolitana de Estudiantes. Allí, trabajó en conjunto con Martín Gaimaro, técnico de la Séptima de AFA.
En diciembre de 2024 se suma como ayudante en el cuerpo técnico que comanda Sebastián Battaglia en el Club Atlético San Miguel en la segunda división del fútbol argentino.

## Clubes
| Club                  | País      | Año         |
| --------------------- | --------- | ----------- |
| Estudiantes LP        | Argentina | 1999 – 2005 |
| Boca Juniors          | Argentina | 2005 – 2007 |
| Olympique de Marsella | Francia   | 2008        |
| Boca Juniors          | Argentina | 2008 – 2010 |
| Arsenal de Sarandí    | Argentina | 2010 – 2011 |
| Chacarita Juniors     | Argentina | 2011 – 2012 |

## Palmarés

### Campeonatos nacionales
| Título           | Equipo       | País      | Año    |
| ---------------- | ------------ | --------- | ------ |
| Primera División | Boca Juniors | Argentina | A-2005 |
| Primera División | Boca Juniors | Argentina | C-2006 |
| Primera División | Boca Juniors | Argentina | A-2008 |

### Campeonatos internacionales
| Título              | Equipo       | Sede         | Año  |
| ------------------- | ------------ | ------------ | ---- |
| Recopa Sudamericana | Boca Juniors | Manizales    | 2005 |
| Copa Sudamericana   | Boca Juniors | Buenos Aires | 2005 |
| Recopa Sudamericana | Boca Juniors | São Paulo    | 2006 |
| Copa Libertadores   | Boca Juniors | Porto Alegre | 2007 |